# English Bay
English Bay är en vik i Kanada.   Den ligger i provinsen British Columbia, i den sydvästra delen av landet, 3 500 km väster om huvudstaden Ottawa.
Runt English Bay är det mycket tätbefolkat, med 4 842 invånare per kvadratkilometer.